# 金世錬
金 世錬（キム・セリョン、朝鮮語: 김세련、1917年 - 1988年9月10日）は、大韓民国の政治家、銀行家、官僚。本貫は金海金氏。

## 生涯
日本統治時代の忠清南道公州郡に生まれた。善隣商業学校を経て、1939年に普成専門学校を卒業。朝鮮銀行に銀行員として入社した後、1955年に韓国銀行大田支店長に就任。その後、韓一銀行頭取、韓国産業銀行総裁（1962年）、財務部長官（1962年-1963年）、韓国銀行総裁（1963年）、金融通貨運営委員（1967年）、駐フィリピン大使（1969年）を歴任。
1973年から1979年までに維新政友会所属の国会議員を務めた。1973年に外務委員会委員長に就任し、国際連合総会大韓民国代表、列国議会同盟韓国代表団団長を務めた。1976年、維新政友会政策委員会副委員長。